# Melrose Place (2009)
Melrose Place (Arbeitstitel: Melrose Place 2.0) ist eine US-amerikanische Fernsehserie, die von 2009 bis 2010 von CBS Paramount Network Television für den kleinen US-Sender The CW produziert wurde. Sie bildet nach Models Inc. das zweite Spin-off zur Seifenoper Melrose Place, die in den 1990er-Jahren mit großem Erfolg auf dem Sender Fox lief. Sie ist die fünfte Serie in dem „Beverly Hills, 90210“-Franchise und ist eine modernere Version der Originalserie aus den 1990er Jahren. In der Serie geht es um eine Gruppe von jungen Erwachsenen, die in einem Apartment-Komplex in West Hollywood, Kalifornien leben. Produziert wird die Serie von Caroline Dries und Lisa Cochran-Neilan, während die Smallville-Produzenten Todd Slavkin und Darren Swimmer als Show Runner beteiligt waren.
Aufgrund von rückläufigen Einschaltquoten wurde die Serie nach nur einer Staffel am 19. Mai 2010 eingestellt.

## Handlung
David Breck ist gerade mit einer seiner Frauenbekanntschaft beschäftigt, als er eine SOS-Nachricht von einer seiner früheren Affäre Sydney Andrews bekommt. Sie hat ihm diese Nachricht aber nur geschickt, um ihn zu sich zu locken. Er bleibt zunächst widerwillig und betrinkt sich, wodurch er ein Blackout hat. Am Tag darauf schwimmt die Leiche von Sydney im Gemeinschaftspool des Apartmentkomplexes, in dem auch Sydneys Tochter Violet Foster lebt. David kann sich dank seinem Blackout an nichts erinnern und wird dank eines falschen Alibis von Ella Simms aus dem Gefängnis geholt. Die Umstände des Mordes bleiben vorerst ungeklärt.
Am Morgen des Mordes fragt Jonah Miller seine langjährige Freundin Riley Richmond, ob sie ihn heiraten möchte, doch sie erbittet eine Bedenkzeit. Auch die Medizinstudentin Lauren Yung erhält schlechte Nachrichten, denn ihr Vater hat seinen Job verloren und daher seit Monaten ihre Studiengebühren nicht bezahlt.

## Figuren

### Ella Simms
Ella Simms stammt aus eher ärmlichen Verhältnissen. Nach ihrer Ankunft in Los Angeles nahm Sydney Ella bei sich auf und verhalf ihr zum gesellschaftlichen Aufstieg. Ella arbeitet als Publizistin in der PR-Agentur WPK und hat David nach seinem Gefängnisaufenthaltes, wegen des Tatverdachtes er hätte Sydney ermordet, ein falsches Alibi verschafft. Ella hat schon seit langer Zeit Gefühle für Jonah, weshalb sie versucht diesem die Hochzeit mit Riley auszureden. Bei WPK gerät sie öfter mit ihrer Vorgesetzten Amanda Woodward aneinander. Nachdem Jonah seine Verlobung mit Riley gelöst hat, schlafen die beiden miteinander. Sie denkt nun, dass sie eine richtige Beziehung mit diesem führen kann, doch dieser gesteht ihr, immer noch Gefühle für Riley zu haben.

### Lauren Yung
Dr. Lauren Yung ist eine Medizinstudentin im dritten Jahr und teilt sich ein Apartment mit Ella. Sie erfährt, dass ihr Vater seinen Arbeitsplatz verloren hat und somit nicht mehr für ihre Studiengebühren aufkommen kann. Weshalb sie schließlich anfängt als Prostituierte zu arbeiten, was sie jedoch vor ihren Freunden geheim hält. Im Krankenhaus schließt sie sich Dr. Michael Mancinis Team an und verliebt sich in seinen Sohn David und geht, nach Widersprüchen aufgrund der Prostitution, eine Beziehung mit ihm ein. Michael findet aber heraus, dass sie ihren Körper verkauft und will somit die Beziehung der beiden zerstören. Sie gesteht ihren Freunden ihre Nebentätigkeit, was vorerst zum Bruch zwischen David und Lauren führt, doch die beiden finden wieder zueinander.

### Riley Richmond
Riley Richmond arbeitet als Grundschullehrerin und ist seit dem College mit Jonah zusammen, mit dem sie ein Apartment am Melrose Place hat. Die beiden verloben sich, doch dadurch entfernen sie sich mehr und mehr und geraten öfter aneinander, weshalb sie ihre Verlobung auflösen und ihre Beziehung beenden. Riley arbeitet nebenbei bei WPK als Modell, befolgt jedoch Amanda Woodwards Regeln nicht, weshalb Amanda dafür sorgt, dass Riley ihre Arbeit in der Grundschule verliert. Sie freundet sich mit einem neuen Bewohner am Melrose Place an, Dr. Drew Pragin, ein Medizinstudent wie Lauren. Sie verliebt sich in ihn und die beiden fangen eine Beziehung an.

### Jonah Miller
Jonah Miller ist ein angehender Filmemacher und seit dem College mit Riley zusammen. Er macht ihr einen Antrag und sie nimmt diesen an, doch dadurch leben sich die beiden sehr auseinander. Während Riley eifersüchtig auf die gute Freundschaft zwischen Jonah und Ella ist, macht es Jonah rasend, dass Auggie ein Auge auf Riley geworfen hat. Sie heben die Verlobung auf und beenden ihre Beziehung. Ella verhilft Jonah einem Filmproduzenten sein erstes Drehbuch zu verkaufen. Die beiden beginnen eine Beziehung, doch Jonah hängt noch sehr an Riley, weshalb er sich von Ella trennt.

### David Breck
Nach dem Tod seiner Mutter wurde David von seinem leiblichen Vater Dr. Michael Mancini adoptiert, zu dem er jedoch kein gutes Verhältnis hat, zu seinem kleinen Halbbruder Noah hingegen schon. Er hat sich in Sydney verliebt und die beiden begannen eine Affäre. In der Mordnacht hat er erfahren, dass Sydney und sein Vater, während der Affäre zwischen David und Sydney, miteinander geschlafen haben, nachdem die beiden sich haben scheiden lassen. Als Sydney ermordet wird, steht David unter Tatverdacht, er bekommt jedoch ein falsches Alibi von Ella, die sagt, dass die beiden in der Mordnacht zusammen waren. Er geht davon aus, dass Michael Sydney umgebracht hat, weshalb er nachforscht. Er erfährt, dass er der Vater von Noah ist, was zu einem weiteren Streit zwischen ihm und seinem Vater führt. Er ist arbeitslos, weshalb er Einbrüche begeht und die gestohlenen Gegenstände verkauft, allerdings kommt Lauren dahinter, weshalb er ihr versprechen muss, dies zu unterlassen. Die beiden hegen Gefühle füreinander und beginnen eine Beziehung, jedoch kommt es zum zwischenzeitlichen Bruch zwischen den beiden, als er erfährt, dass sie sich prostituiert. Sie wagen jedoch einen Neuanfang. David möchte das Coal kaufen, hat aber zu wenig Geld dafür, weshalb er einen weiteren Einbruch durchführt, dort aber von einer jungen Frau namens Morgan erwischt wird. Diese erpresst ihn, mit ihr zu schlafen und deren Vater setzt David unter Druck, dass er Einbrüche für ihn verüben soll.

### Violet Foster
Violet Foster kommt aus Oregon und ist eine neue Bewohnerin am Melrose Place. Sie findet die Leiche von Sydney im Swimmingpool. Kurz darauf stellt sich heraus, dass Violet die Tochter von Sydney ist. Sie erhält durch Auggie eine Stelle als Kellnerin im Coal. Sie verliebt sich in ihn und die beiden beginnen eine Affäre. Als sie erfährt, dass Michael Sydney großen Schaden zugefügt hat, denkt sie auch, dass er Sydney umgebracht hat, weshalb sie sich rächen will. Sie beginnt mit ihm zu flirten und die beiden haben miteinander Sex, welchen sie filmt. Dieser dreht jedoch den Spieß um, sodass sie nichts mehr gegen ihn in der Hand hat. Sie stellt fest, dass Michaels Ehefrau Vanessa Sydney umgebracht hat und stellt sie am Melrose Place zur Rede, wo es zu einem Kampf kommt und beide stürzen in den Swimmingpool und Violet ertränkt Vanessa schließlich. Amanda Woodward ist Zeuge dieses Geschehens und sagt später vor der Polizei zu Violets Gunsten aus. Kurz darauf verlassen Auggie und Violet Los Angeles.

### Auggie Kirkpatrick
Auggie Kirkpatrick arbeitet als Koch im Coal, der dem Alkohol verfiel, nachdem seine Freundin Danine vor seinen Augen erstochen wird. Auggie lernte Sydney bei den anonymen Alkoholikern kennen, sie brachte ihn wieder auf den richtigen Weg und die beiden begannen eine Affäre. Nach dem Mord an Sydney steht er unter Tatverdacht und wird schließlich verhaftet, es wird jedoch später sein Name reingewaschen. Nach der Auflösung der Verlobung von Jonah und Riley möchte Auggie eine Beziehung mit Riley beginnen, diese jedoch gibt ihm einen erneuten Korb, weshalb er einen Alkoholrückfall erleidet. Violet hilft ihm in dieser Zeit und die beiden fahren gemeinsam von Los Angeles weg.

## Produktion
Am 19. Mai 2009 berichtete Entertainment Weekly, dass The CW die Pilotfolge in Serie geschickt hat. Bei der Präsentation des Programmplans der Season 2009–2010 am 21. Mai 2009, kündigte The CW an, Melrose Place am Dienstag nach 90210 auszustrahlen. Ostroff gab ebenfalls bekannt, dass es wahrscheinlich einige Crossover zwischen den beiden Serien geben wird. Sipos’, Cassidys und Jacobsens Charakter wurden in einer Pressemitteilung in „David Breck“, „Ella Simms“ und „Lauren Yung“ umbenannt.
Am 23. September 2009, berichtete Variety, dass The CW sechs weitere Drehbücher für die Serie bestellt, obwohl die Serie aufgrund ihrer Einschaltquoten als eine „Enttäuschung“ zu bezeichnen ist. Am 21. Oktober 2009 bestellte The CW offiziell fünf weitere Episoden der Serie, womit die Gesamtzahl auf 18 Episoden kommt. Einen Tag später gaben Slavkin und Schwimmer in einem Interview mit Ausiello bekannt, dass Egglesfield, Simpson-Wentz und Leighton die Serie verlassen werden, sobald die Mordhandlung in Episode 12 aufgeklärt ist, in die ihre Charaktere verwickelt sind.
Alle englischen Originaltitel, außer der Pilotfolge, wurden nach Straßen in Los Angeles benannt, die dann als Drehort für diese Episode benutzt wurden.

### Casting
Am 25. Februar 2009, berichtete The Hollywood Reporter, dass Michael Rady die Rolle des Jonah übernehmen wird. Variety verkündete am 27. Februar 2009, dass Katie Cassidy die Rolle der Ella erhielt. Am 9. März 2009 wurde bekannt, dass die Rolle der Violet mit der Sängerin und Schauspielerin Ashlee Simpson-Wentz besetzt wurde, und zitierte eine ungenannte Insiderquelle, dass die Gespräche mit Heather Locklear um ihre geplante Rückkehr zur Serie „gut aussehen“ würden. Am 17. März 2009 kündigte The Hollywood Reporter an, dass Jessica Lucas die Rolle der Riley gewonnen hat. Am nächsten Tag berichtete Entertainment Weekly, dass The CW keinen Weg gefunden hat, der Sinn ergeben würde Locklear wieder zur Serie zu holen. Am 24. März 2009, wurde die Rolle als Auggie an Colin Egglesfield und die der Lauren an Stephanie Jacobsen vergeben. Am 3. April 2009 bekam Shaun Sipos die letzte Hauptrolle in der Serie.
Am 5. April 2009 berichtete The Hollywood Reporter, dass Laura Leighton ihre Rolle als Sydney Andrews, die sie schon in der Originalserie innehatte, fort führen wird, obwohl ihr Charakter im Jahr 1997 am Ende der fünften Staffel der Originalserie getötet wurde. Das People Magazin berichtete einen Tag später, dass Thomas Calabro ebenfalls seine alte Rolle als Dr. Michael Mancini wiederaufnehmen wird, die jetzt als Vater des neuen Charakter David etabliert wurde.

### Gaststars
Am 18. Juni 2009 berichtete das Magazin People, dass Josie Bissett, die Michaels Ex-Frau und Sydneys ältere Schwester Jane Mancini in der Originalserie dargestellt hatte, in mindestens einer Episode als Gast zu sehen sein wird. Als nächster Gaststar wurde Taylor Cole als Ex-Freundin von David verpflichtet, gefolgt von Taryn Manning als eine Sängerin, deren Musikvideos unter der Regie von Jonah produziert werden. Einen Tag später berichtete Entertainment Weekly, dass Daphne Zuniga als Fotografin Jo Reynolds für mindestens zwei Episoden zurückkehren wird. Am 17. Juli 2009 kündigte E! Online an, dass die Schauspielerin Brooke Burns als Vanessa, die Frau von Dr. Michael Mancini und Mutter von seinem jüngeren Sohn Noah, verpflichtet wurde. Noch am selben Tag wurde über das Magazin TV Guide bekannt, dass der Schauspieler Victor Webster als Caleb, Ellas homosexueller Boss, zu sehen sein wird. Am 20. Juli 2009 berichtete E! Online, dass Kelly Carlson als eine Frau, die Lauren dazu gebracht hat, für ihren Prostitutionsring zu arbeiten, zu sehen sein wird.
Am 19. August 2009 berichtete E! Online, dass die Schauspielerin Jenna Dewan für mindestens zwei Episoden als Kendra Wilson, eine Filmproduzentin, die ihre Augen nicht von Jonah lassen kann, zu sehen sein wird. Im Laufe dieser Woche bestätigte E! Online auch, dass die Verhandlungen, für eine Rückkehr von Heather Locklear als Amanda Woodward, wieder aufgenommen wurden. Am 31. August 2009 kündigte der ehemalige Spieler, der LA Lakers Rick Fox an, dass er in der Serie als ein Clubbesitzer in Los Angeles zu sehen sein wird. Ein Sprecher der Serie bestätigte später die Nachricht, von Access Hollywood, dass Fox in der achten Episode auftauchen wird.
Am 22. September 2009 gab The CW bekannt, dass Heather Locklear in der zehnten Episode als wiederkehrender Gaststar zur Besetzung stoßen wird. Am 9. Oktober 2009 berichtete das Magazin TV Guide, dass Billy Campbell als mächtiger Milliardär namens Barrett McMillan verpflichtet worden ist. Am 27. Oktober 2009 berichtet Ausiello, dass der Schauspieler Nick Zano in Gesprächen sei, als Pseudo-Ersatz für Colin Egglesfields Auggie zur Serie zu stoßen. Zano bestätigte später seine Rolle in einem Interview mit Entertainment Weekly und offenbarte, dass er einen Arzt, der mit Lauren zusammenarbeitet, spielen wird.

### Absetzung
Rückläufige Einschaltquoten verursachten Spekulationen, dass die Serie nicht für eine zweite Staffel zurückkehren wird. TV by the Numbers, eine Website, die Einschaltquoten von Fernsehserien veröffentlicht, erklärt, dass die Serie noch nicht ihre Zielgruppe gefunden hat und wahrscheinlich abgesetzt wird. Nach dem Staffelfinale gab der Produzent Darren Swimmer eine Erklärung über seinen Twitter-Account ab, in dem er sich unter anderem bei den Fans bedankte und eine zweite Staffel für nicht möglich hielt, aber eine offizielle Entscheidung sei ja noch nicht gefallen. Am 19. Mai 2010 gab The CW, einen Tag vor der Präsentation des neuen Herbstprogramms, offiziell das Ende der Serie bekannt.

## Besetzung und Synchronisation

### Hauptdarsteller
Die deutsche Synchronisation entstand nach einem Dialogbuch und unter der Dialogregie von Solveig Duda durch die Synchronfirma Bavaria Film Synchron in München.

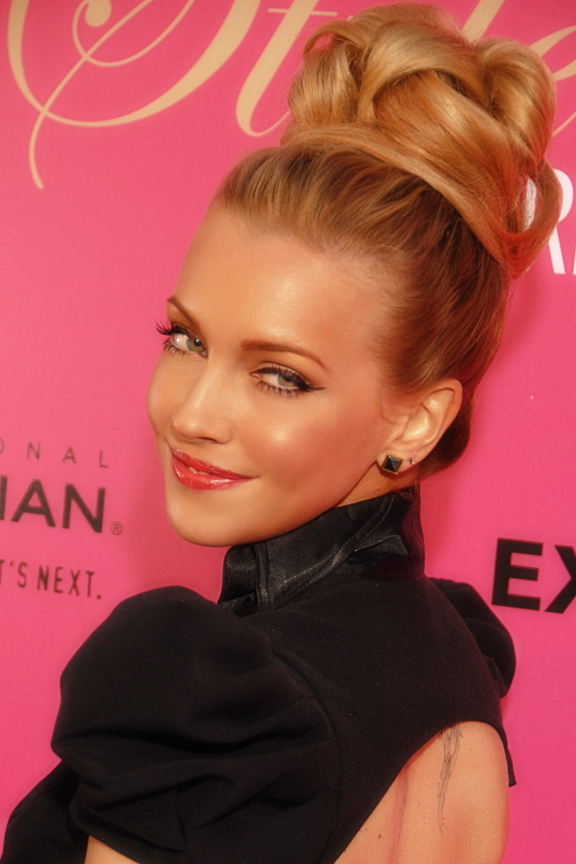
Katie Cassidy (2009)
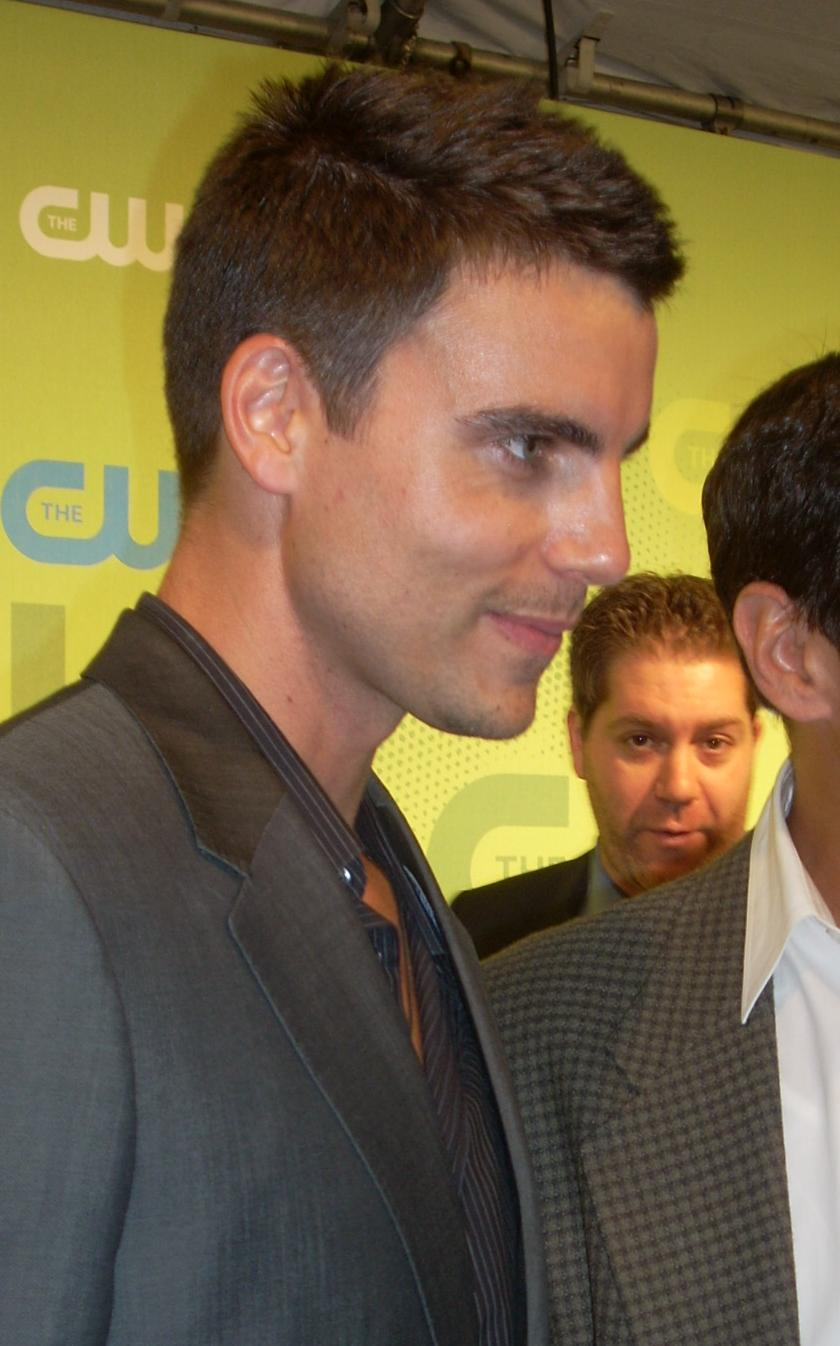
Colin Egglesfield (2009)
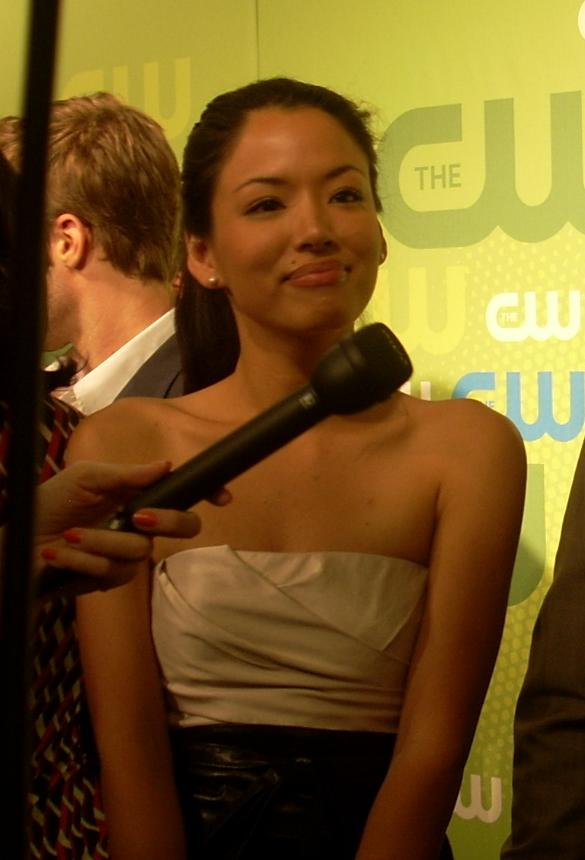
Stephanie Jacobsen (2009)
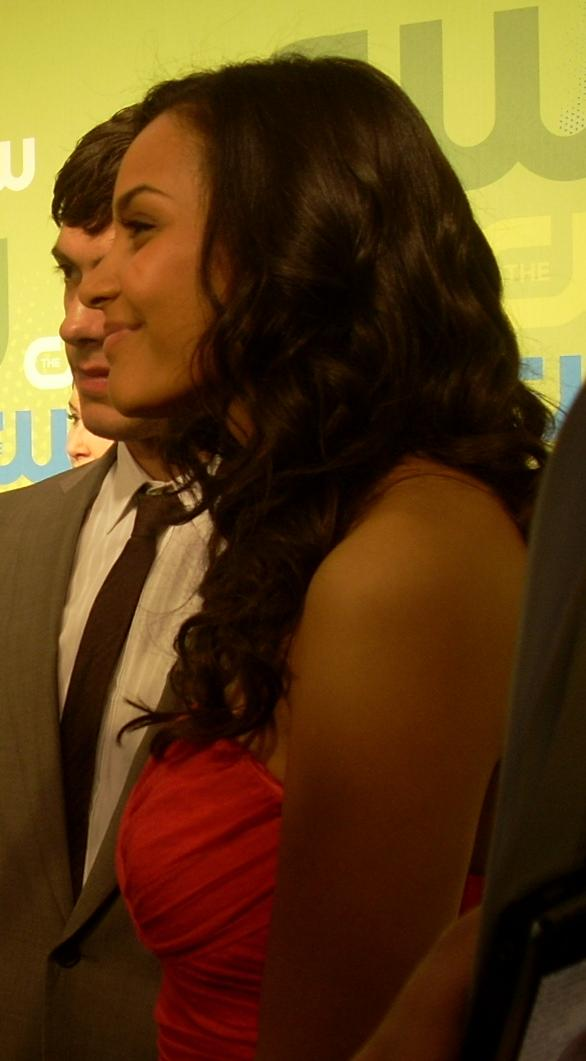
Jessica Lucas (2009)
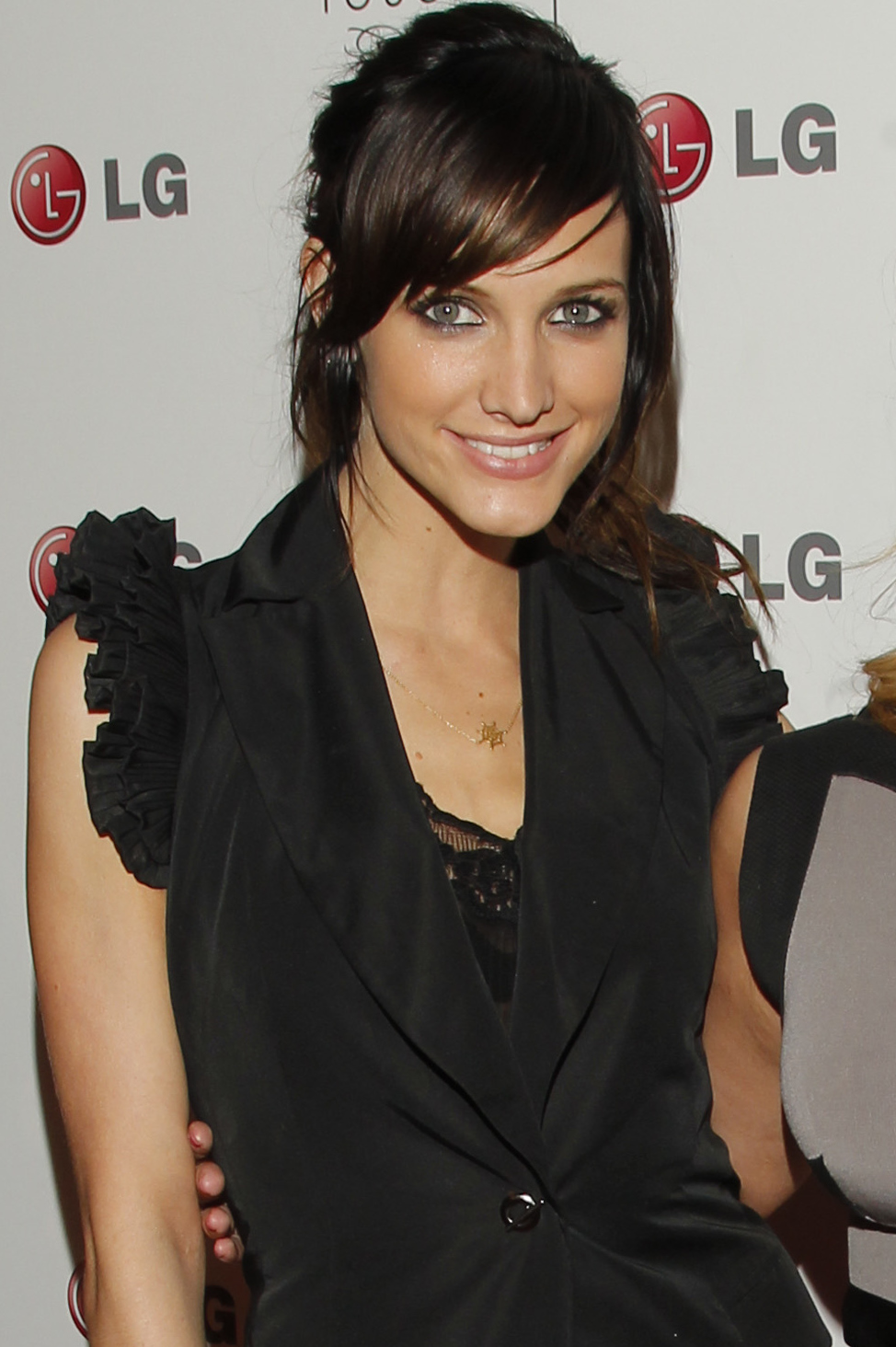
Ashlee Simpson (2010)

| Schauspieler         | Rollenname                  | Hauptrolle (Episoden) | Synchronsprecher         |
| -------------------- | --------------------------- | --------------------- | ------------------------ |
| Katie Cassidy        | Ella Simms                  | 1–18                  | Stephanie Kellner        |
| Stephanie Jacobsen   | Lauren Yung                 | 1–18                  | Anke Kortemeier          |
| Jessica Lucas        | Riley Richmond              | 1–18                  | Angela Wiederhut         |
| Michael Rady         | Jonah Miller                | 1–18                  | Hubertus von Lerchenfeld |
| Shaun Sipos          | David Breck                 | 1–18                  | Julian Manuel            |
| Ashlee Simpson-Wentz | Violet Foster               | 1–13                  | Andrea Wick              |
| Colin Egglesfield    | August „Auggie“ Kirkpatrick | 1–13                  | Patrick Schröder         |

### Neben- und Gastdarsteller
Zu den wichtigen Gast- und Nebendarstellern mit Auftritten in mehr als einer Episode zählen (zugehörige Episoden sind in Klammern angegeben):
| Ab Episode 1 - Nicholas Gonzalez als Detective James Rodriguez (1–2, 4–5, 8–9, 11–12) - Adam Kaufman als Toby Shepard (1–2) - Brooke Burns als Vanessa Mancini (1, 3, 6, 9–12, 14) - Thomas Calabro als Dr. Michael Mancini (1–3, 6, 9, 11–12, 14, 16, 18) - Laura Leighton als Sydney Andrews (1–5, 8, 12, 18) Ab Episode 2 - Victor Webster als Caleb Brewer (2–6, 8–10) - Jason Olive als Detective Drake (2–3, 5, 8) - Ethan Erickson als Chef Marcello (2, 4–5, 17) - Niall Matter als Rick Paxton (2, 12–13) | Ab Episode 4 - Kelly Carlson als Wendi Mattison (4–6, 14) - Josie Bissett als Jane Andrews (4, 16) - Daphne Zuniga als Jo Reynolds (7, 16) Ab Episode 10 - Heather Locklear als Amanda Woodward (10–16, 18) - Billy Campbell als Ben Brinkley (13–15) - Nick Zano als Drew Pragin (14–18) - Melissa Ordway als Morgan McKellan (15–18) - Joe Lando als Mr. McKellan (16–18) |

## Ausstrahlung
In den USA startete die Serie am 8. September 2009 auf The CW. Die erste Folge wurde von 2,27 Millionen Zuschauern verfolgt und erreichte damit ein Rating von 1,3 in der wichtigen 18–49-jährigen Zielgruppe und ein Rating von 1,5 in der für den Sender wichtigen 18–34-jährigen Zielgruppe. Das Serienfinale wurde am 13. April 2010 ausgestrahlt.
Für Deutschland hat sich die ProSiebenSat.1 Media Group die Rechte an der Serie gesichert und entschieden sie auf dem Sender sixx auszustrahlen. Der Sender strahlte die komplette Serie vom 4. Juli bis zum 21. November 2011 aus. Die 18 Folgen wurde im Durchschnitt von 70.000 Menschen (0,6 Prozent) der werberelevanten Zielgruppe und 90.000 (0,3 Prozent) des Gesamtpublikums gesehen.

## Episodenliste
| Nr. | Deutscher Titel        | Originaltitel | Erstausstrahlung USA | Deutschsprachige Erstausstrahlung (D) |
| --- | ---------------------- | ------------- | -------------------- | ------------------------------------- |
| 1   | Mord                   | Pilot         | 8. Sep. 2009         | 4. Juli 2011                          |
| 2   | Sydneys Tochter        | Nightingale   | 15. Sep. 2009        | 11. Juli 2011                         |
| 3   | Geheimnisvolle Dateien | Grand         | 22. Sep. 2009        | 18. Juli 2011                         |
| 4   | Callgirl               | Vine          | 29. Sep. 2009        | 25. Juli 2011                         |
| 5   | Undichte Alibis        | Canon         | 6. Okt. 2009         | 1. Aug. 2011                          |
| 6   | Jobprobleme            | Shoreline     | 13. Okt. 2009        | 8. Aug. 2011                          |
| 7   | Das Fotoshooting       | Windsor       | 20. Okt. 2009        | 22. Aug. 2011                         |
| 8   | Moral                  | Gower         | 3. Nov. 2009         | 29. Aug. 2011                         |
| 9   | Spurlos verschwunden   | Ocean         | 10. Nov. 2009        | 5. Sep. 2011                          |
| 10  | Amanda                 | Cahuenga      | 17. Nov. 2009        | 12. Sep. 2011                         |
| 11  | Die Halskette          | June          | 1. Dez. 2009         | 19. Sep. 2011                         |
| 12  | Überdosis              | San Vicente   | 8. Dez. 2009         | 26. Sep. 2011                         |
| 13  | Amandas Party          | Oriole        | 9. März 2010         | 10. Okt. 2011                         |
| 14  | Der neue Nachbar       | Stoner Canyon | 16. März 2010        | 17. Okt. 2011                         |
| 15  | Partnertausch          | Mulholland    | 23. März 2010        | 24. Okt. 2011                         |
| 16  | Enthüllungen           | Santa Fe      | 30. März 2010        | 7. Nov. 2011                          |
| 17  | Eine zweite Chance     | Sepulveda     | 6. Apr. 2010         | 14. Nov. 2011                         |
| 18  | Rachepläne             | Wilshire      | 13. Apr. 2010        | 21. Nov. 2011                         |

## DVD-Veröffentlichung
In den USA erschien am 26. Oktober 2010 die „Komplette Serie“ auf DVD. Sie enthält neben allen 18 Episoden der Serie auch einige Interviews der Besetzung als Extra.